# 이클립스 (2010년 영화)
이클립스(The Twilight Saga: Eclipse)는 스테프니 메이어의 소설 이클립스를 바탕으로 만든 영화이다. ’ ’ 트와일라잇 영화 시리즈의 세번째 영화이며, 2010년 개봉되었다.

## 배역
- 로버트 패틴슨 - 에드워드
- 크리스틴 스튜어트 - 벨라
- 테일러 로트너 - 제이콥
- 피터 파시넬리 - 칼라일
- 빌리 버크 - 찰리 스완
- 잭슨 래스본 - 재스퍼
- 니키 리드 - 로잘리
- 브라이스 댈러스 하워드 - 빅토리아
- 다코타 패닝 - 제인
- 애슐리 그린 - 앨리스
- 제이비어 새뮤얼 - 라일리
- 길 버밍햄 - 빌리
- 부부 스튜어트 - 세스
- 타이슨 하우스먼 - 퀼

## KBS 성우진 (2011년 12월 24일)
- 정형석 - 에드워드(로버트 패틴슨)
- 안찬이 - 벨라(크리스틴 스튜어트)
- 김태영 - 제이콥(테일러 로트너)
- 김민석 - 칼라일(피터 파시넬리)
- 소연 - 앨리스(애슐리 그린)
- 조진숙 - 제인(다코타 패닝)
- 오인성 - 아빠(빌리 버크)
- 정훈석 - 재스퍼(잭슨 래스본)
- 오수경 - 로잘리(니키 리드)
- 김옥경 - 빅토리아(브라이스 댈러스 하워드)
- 윤동기 - 라일리(제이비어 새뮤얼)
- 홍진욱 - 빌리(길 버밍햄)
- 남도형 - 세스(부부 스튜어트)
- 장민혁 - 퀼(타이슨 하우스먼)

## 줄거리
불멸의 사랑을 위해 뱀파이어가 되기로 결심한 벨라. 제이콥은 벨라의 선택을 가로막으며 자신을택하도록 종용하고 이로 인해 에드워드와의 갈등은 더욱 심해진다. 한편 시애틀에서 의문의 연쇄살인사건이 일어나고 에드워드는 곧 이 사건의 배후를 알게 되지만 벨라에게는 비밀로 하는데… 신생 뱀파이어 군대. “뱀파이어가 된 것을 환영한다” 에드워드와 벨라가 소멸한 연인의 복수를 위해 빅토리아가 새롭게 창조한 뱀파이어 집단. 이들은 심한 갈증으로 인해 그 어떤 뱀파이어보다도 강하고 잔인하다. 그 중에서도 리더이자 최고의 초능력을 가진 라일리는 컬렌-퀼렛 연합군에게 가장 위협적인 존재. 컬렌가-퀼렛족 연합군. “목숨을 건 전쟁이 될 거다” 뱀파이어 에드워드의 컬렌가와 늑대인간 제이콥의 퀼렛족은 오래 전부터 서로를 노려온 적대관계. 벨라로 인해 더욱 갈등이 고조되지만 신생 뱀파이어들의 공격을 막기 위해 두 종족은 단호한 결단으로 연합군 결성을 이룬다. 볼투리 가. “우린 두 번의 기회는 주지 않아”뱀파이어 최고의 권력집단. 타인의 기억과 생각을 모두 읽고 고통을 주는 능력으로 모든 뱀파이어들이 가장 두려워하는 종족. 벨라를 뱀파이어로 만들겠다는 에드워드의 약속이 지켜지지 않자 컬렌가를 찾아온다.